# Cantón de Arthez-de-Béarn
El cantón de Arthez-de-Béarn era una división administrativa francesa, situada en el departamento de los Pirineos Atlánticos y la región Aquitania.

## Composición
El cantón de Arthez-de-Béarn agrupaba 21 comunas:
- Argagnon
- Arnos
- Arthez-de-Béarn
- Artix
- Boumourt
- Casteide-Cami
- Casteide-Candau
- Castillon-d'Arthez
- Cescau
- Doazon
- Hagetaubin
- Labastide-Cézéracq
- Labastide-Monréjeau
- Labeyrie
- Lacadée
- Lacq (Canton d'Arthez-de-Béarn), excepto el lugar de Audèjos, antigua comuna.
- Mesplède
- Saint-Médard
- Serres-Sainte-Marie
- Urdès
- Viellenave-d'Arthez.

## Supresión del cantón de Arthez-de-Béarn
En aplicación del Decreto nº 2014-248 de 25 de febrero de 2014, el cantón de Arthez-de-Béarn fue suprimido el 22 de marzo de 2015 y sus veintiuna comunas pasaron a formar parte del nuevo cantón de Artix y País de Soubestre.